# Грем Нортон
Грем Нортон (англ. Graham Norton; нар. 4 квітня 1963, Клондолкін, Ірландія) — ірландський телеведучий, комік, актор, колумніст.
Веде власне ток-шоу «The Graham Norton Show» на каналі BBC One, за що є п'ятикратним переможцем премії BAFTA TV.

## Життєпис
Грем народився в Клондолкіні, передмісті Дубліна. Дитинство провів в Бандоні. Середню школу закінчив у Бандоні, потім вступив до Ірландського національного університету в Корку, де він провів два роки, вивчаючи англійську і французьку мови. У червні 2013 він отримав почесний докторський ступінь від Ірландського національного університету.
Після Нортон переїхав до Великої Британії і відвідував Центральну школу Ораторської і акторської майстерності. Під час участі в Британській Акторської асоціації за рівність, вибрав собі псевдонім Нортон, який був ідеєю його прабабусі. Перша поява Нортона в радіомовленні відбулася в Великій Британії, де він отримав місце постійного коміка на BBC Radio 4 в шоу Loose Ends, яке виходило вранці щосуботи.
У 2007 і 2008 роках був ведучим Танцювального Євробачення.
З 2009 року коментує Євробачення в Великій Британії.
У 2023 році разом з Алішою Діксон, Ганною Ваддінгем та Юлією Саніною був ведучим пісенного конкурсу Євробачення.

### Особисте життя
У 1988 році Нортон був обстріляний та побитий групою нападників на вулиці в Лондоні. Він втратив половину його крові і майже помер, коли був госпіталізований протягом двох з половиною тижнів. Нортон в кінцевому підсумку відновився після нападу і відкрито жартував про це в суспільстві. Під час зйомок різдвяної реклами Бі-Бі-Сі 2013 року, йому довелося знімати на місці тієї атаки, після чого він зізнався в неспокійних почуттях.
Нортон проживає в Лондоні. Він володіє будинком для відпочинку в ірландському Ахакіста. Нортон має двох собак, лабрадудля на ім'я Бейлі та другу собаку по кличці Мадж, яку він прийняв у благодійній організації Dogs Trust у Великій Британії.
Нортон відкритий гей.

### Біографія
- Нортон, Грем (2004). So Me. Лондон: Hodder & Stoughton. ISBN 978-0-340-83348-3. OCLC 57577106.
- Нортон, Грем; Evernden, Clym (2014). The Life and Loves of a He Devil. Лондон: Hodder & Stoughton. ISBN 978-1-444-79026-9. OCLC 894427373. Архів оригіналу за 7 вересня 2018. Процитовано 24 квітня 2018.

### Загальна література
- Нортон, Грем (2010). Ask Graham: He's Been Everywhere, He's Seen Everything. Now Graham Norton's Here to Solve Your Problems!. Лондон: John Blake. ISBN 978-1-843-58501-5. OCLC 847858351.